# Alombus seminitidus
Alombus seminitidus är en tvåvingeart som beskrevs av Villeneuve 1934. Alombus seminitidus ingår i släktet Alombus och familjen fritflugor. Inga underarter finns listade i Catalogue of Life.